# 3166 Klondike
För andra betydelser, se Klondike.
3166 Klondike eller 1940 FG är en asteroid i huvudbältet som upptäcktes den 30 mars 1940 av den finske astronomen Yrjö Väisälä vid Storheikkilä observatorium. Den är uppkallad efter platsen Klondike. Namnet är en hyllning till Karl F. Joutsen och Anton F. Johnson, de var stora bidragsgivare till universitetet i Åbo. De hade blivit rika under Guldrushen i Klondike.
Asteroiden har en diameter på ungefär 7 kilometer.